# Riot V
Riot V – amerykańska grupa muzyczna wykonująca speed metal z wpływami thrash metalu. Powstała 1975 roku w Nowym Jorku pod nazwą Riot. W 2013 roku po śmierci ostatniego z członków oryginalnego składu, gitarzysty Marka Reale'a zespół przyjął nazwę Riot V.

## Muzycy

### Obecny skład zespołu
- Todd Michael Hall – śpiew (2013-)
- Mike Flyntz – gitara (od 1989)
- Nick Lee – gitara elektryczna (2014-)
- Frank Gilchriest – perkusja (2003-2007, 2014-)
- Don Van Stavern – gitara basowa (1986–1990, od 2008)

### Byli członkowie zespołu
- Tony Moore – śpiew (1986–1992, 2008–2009, 2010–2013)
- Mark Reale (zmarły) – gitara (1975–1984, 1986–2012)[3]
- Guy Speranza (zmarły) – śpiew (1975–1981)
- Rhett Forrester (zmarły) – śpiew (1981–1984)
- Harry Conklin – śpiew (1986)
- Mike Tirelli – śpiew (2006–2007)
- Mike DiMeo – śpiew (1992–2005)
- Louie Kouvaris – gitara (1976–1978)
- Rick Ventura – gitara (1978–1984)
- Phil Feit – gitara basowa (1975–1976)
- Kip Lemming – gitara basowa (1980–1984)
- Jimmy Iommi – gitara basowa (1976–1980)
- Pete Perez – gitara basowa (1990–2008)
- Randy Coven – gitara basowa (2005)
- Peter Bitelli – perkusja (1975–1980)
- Sandy Slavin – perkusja (1980–1984)
- Mark Edwards – perkusja (1986)
- John Macaluso – perkusja (1995–1997)
- Bobby Rondinelli – perkusja (2000–2005)
- Pat McGrath – perkusja (1999–2000)
- Bobby Jarzombek – perkusja (1987–1995, 1997–1999, 2008–2012, 2013–2014)

## Dyskografia
| Albumy studyjne - Rock City (1977) - Narita (1979) - Fire Down Under (1981) - Restless Breed (1982) - Born in America (1983) - Thundersteel (1988) - The Privilege of Power (1990) - Nightbreaker (1993) - The Brethren of the Long House (1995) - Inishmore (1998) - Sons of Society (1999) - Through the Storm (2002) - Army of One (2006) - Immortal Soul (2011) - Unleash the Fire (2014) - Armor of Light (2018) Dema - Riot Mixes (1987) - 1989 demo (1989) - 1992 demo (1992) | Kompilacje - Greatest Hits (1993) Minialbumy - Riot Live (1982) - Angel Eyes (1997) Albumy koncertowe - Live in London (1983) - Riot Live (1989) - Riot in Japan Live !! (1992) - Shine On (1998) Single - Outlaw (1981) - Warrior (Live) (1984) - The Tyrant Sessions (2005) |